# Фукин, Константин Александрович
Константин Александрович Фукин — советский хозяйственный, государственный и политический деятель.

## Биография
Родился в 1900 году в селе Ростуново. Член КПСС с 1919 года.
С 1912 года — на хозяйственной, общественной и политической работе. В 1912—1963 гг. — ученик сапожника, участник Гражданской войны, в органах ГПУ и НКВД в Узбекской ССР (Новая Бухара, Коканд, Шахрисабз, Маргелан, Бек-Буда, Чирчик), начальник УНКВД Белостокской области, начальник ОО НКВД группы войск Рокоссовского, заместитель начальника ОО НКВД 16-й армии, начальник оперчекистской группы НКВД по Гомельской области, начальник УНКГБ Гомельской области, начальник опергруппы НКВД при 65-й армии в советской зоне оккупации, начальник УМГБ Гомельской области, в Горьковском и Волго-Вятском СНХ.
Умер в Горьком в 1979 году. Похоронен на кладбище «Марьина Роща».